# Milon de Nanteuil
Milon (Miles) de Nanteuil ou de Châtillon-Nanteuil, en latin Milo de Nantolio, est un comte-évêque de Beauvais.

## Biographie
Originaire de Nanteuil-la-Fosse, Milon, jeune et ambitieux, est candidat au titre d'archevêque de Reims en 1202, mais est éconduit. Il est chanoine de la cathédrale en 1206, prévôt du chapitre à partir de 1207 et jusqu'à son élection comme évêque de Beauvais en 1217. Il est consacré en 1222, à son retour de la croisade contre les albigeois, où il accompagnait le dauphin Louis. Il meurt à Beauvais en 1234.